# Bröträsktjärnen
Bröträsktjärnen är en sjö i Piteå kommun i Norrbotten och ingår i Åbyälvens huvudavrinningsområde. Sjön har en area på 0,0445 kvadratkilometer och ligger 336,1 meter över havet.

## Delavrinningsområde
Bröträsktjärnen ingår i det delavrinningsområde (727620-170187) som SMHI kallar för Mynnar i Åbyälven. Medelhöjden är 404 meter över havet och ytan är 11,45 kvadratkilometer. Det finns inga avrinningsområden uppströms utan avrinningsområdet är högsta punkten. Storbäcken som avvattnar avrinningsområdet har biflödesordning 2, vilket innebär att vattnet flödar genom totalt 2 vattendrag innan det når havet efter 100 kilometer. Avrinningsområdet består mestadels av skog (90 procent). Avrinningsområdet har 0,36 kvadratkilometer vattenytor vilket ger det en sjöprocent på 3,1 procent.